# Cantone di Volmunster
Il Cantone di Volmunster era una divisione amministrativa dell'arrondissement di Sarreguemines.
È stato soppresso a seguito della riforma complessiva dei cantoni del 2014, che è entrata in vigore con le elezioni dipartimentali del 2015.
Comprendeva i comuni di:
- Bousseviller
- Breidenbach
- Epping
- Erching
- Hottviller
- Lengelsheim
- Loutzviller
- Nousseviller-lès-Bitche
- Obergailbach
- Ormersviller
- Rimling
- Rolbing
- Schweyen
- Volmunster
- Waldhouse
- Walschbronn